# Пурисман, Иосиф Соломонович
Иосиф Соломонович Пурисман (15 августа 1914, Великая Левада, Каменец-Подольский уезд, Подольская губерния, Российская империя — неизвестно) — старший ветеринарный врач совхоза имени 1-го Мая Министерства совхозов СССР, Горловский район Сталинской области, Украинская ССР. Герой Социалистического Труда (1949).

## Биография
Родился в 1914 году в селе Левада Каменец-Подольского уезда. Получил ветеринарное образование. Трудился в сельском хозяйстве Украинской ССР до призыва в июле 1941 года в Красную Армию по мобилизации. Участвовал в Великой Отечественной войне. Воевал старшим лейтенантом ветеринарной службы в составе 2-го артиллерийского полка 24-й стрелковой дивизии. После демобилизации трудился старшим ветеринарным врачом в свиноводческом совхозе имени 1-го Мая Горловского района (директор — Иван Петрович Заричный) с центральной усадьбой в посёлке Новолуганское.
В 1948 году совхоз сдал государству в среднем на каждую свиноматку по 2,27 тонны свинины в живом весе от 150 свиноматок, имевшихся на начало года. Указом Президиума Верховного Совета СССР от 24 сентября 1949 года удостоен звания Героя Социалистического Труда за «получение высокой продуктивности животноводства в 1948 году» с вручением ордена Ленина и золотой медали «Серп и Молот» (№ 4734).
Этим же Указом званием Героя Социалистического Труда был награждён старший зоотехник совхоза Филипп Семёнович Федорченко.
С 1968 года — персональный пенсионер союзного значения. Дальнейшая судьба не известна.
Награды
- Герой Социалистического Труда
- Орден Ленина
- Орден Трудового Красного Знамени (05.08.1948)
- Медаль «За победу над Германией в Великой Отечественной войне 1941—1945 гг.»
- Медаль «За трудовую доблесть» — дважды (23.08.1950; 26.02.1958).